# 1923 en mathématiques
| Années des mathématiques : 1920 - 1921 - 1922 - 1923 - 1924 - 1925 - 1926    |
| Décennies des mathématiques : 1890 - 1900 - 1910 - 1920 - 1930 - 1940 - 1950 |

Cet article présente les faits marquants de l'année 1923 en mathématiques.

## Naissances

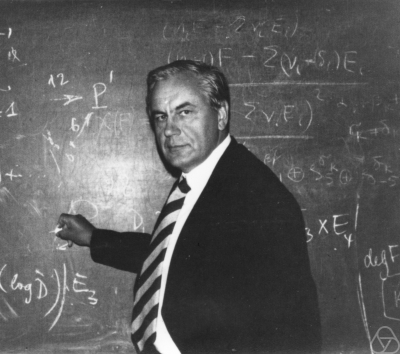
Igor Chafarevitch

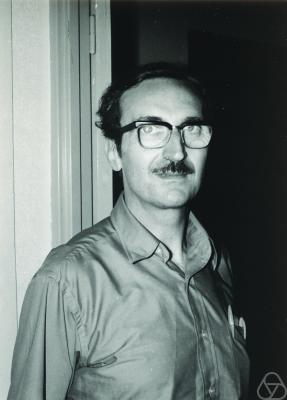
Eugenio Calabi

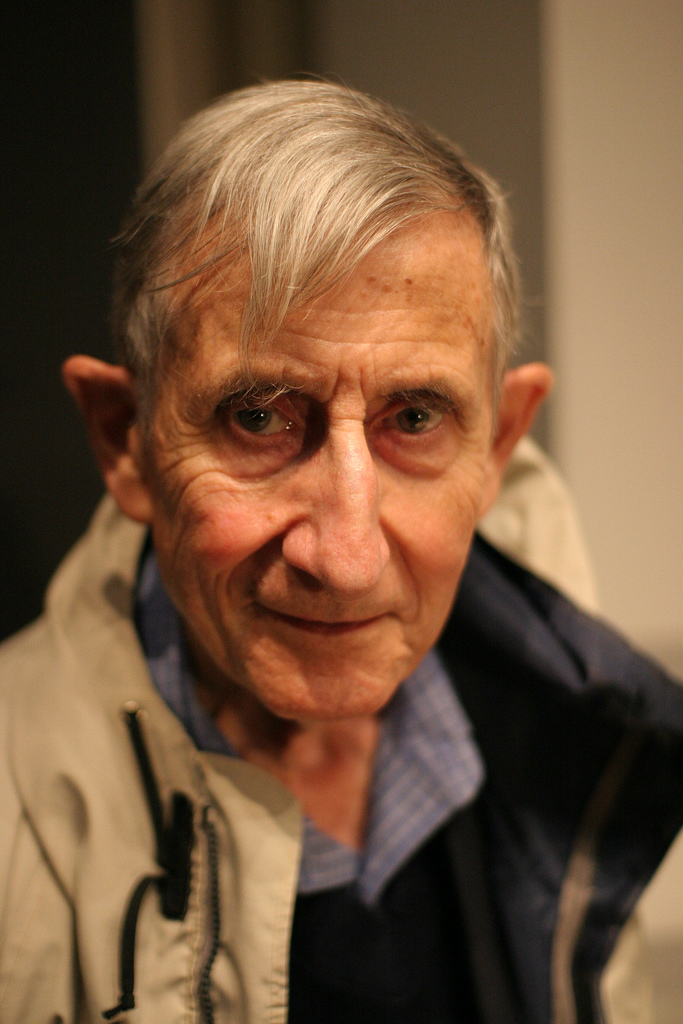
Freeman Dyson en 2005.

- 1er janvier : Daniel Gorenstein (mort en 1992), mathématicien américain.
- 21 janvier : Henri Cabannes (mort en 2016), mathématicien français.
- 23 janvier : Harold Grad (mort en 1986), mathématicien américain.
- 16 février : Marjorie Rice (morte en 2017), mathématicienne américaine.
- 25 mars : Reimar Lüst (mort en 2020), mathématicien et astrophysicien allemand.
- 7 avril : Peter Hilton (mort en 2010), mathématicien britannique.
- 15 avril : Enrico Magenes (mort en 2010), mathématicien italien.
- 28 avril : Fritz Ursell (mort en 2012), mathématicien et physicien britannique.
- 5 mai : Cathleen Synge Morawetz, mathématicienne canadienne.
- 6 mai : Verena Huber-Dyson (morte en 2016), mathématicienne suisse.
- 7 mai : Bernard Dorléac (mort en 2007), mathématicien et ingénieur aéronautique français.
- 11 mai : Eugenio Calabi (mort en 2023), mathématicien italo-américain.
- 21 mai : Armand Borel (mort en 2003), mathématicien suisse.
- 27 mai :
  - Bernard Dwork (mort en 1998), mathématicien américain.
  - John Coleman Moore (mort en 2016), mathématicien américain.
- 2 juin : Lloyd Shapley (mort en 2016), mathématicien et économiste américain.
- 3 juin : Igor Chafarevitch (mort en 2017), mathématicien russe.
- 9 juin : Maurice Caveing (mort en 2019), philosophe et historien des mathématiques français.
- 18 juillet : Michio Morishima (mort en 2004), mathématicien et économiste japonais.
- 25 juillet : Edgar Gilbert (mort en 2013), mathématicien américain.
- 27 juillet : Joseph A. Zilber (mort en 2009), mathématicien américain.
- 28 juillet : Herbert John Ryser (mort en 1985), mathématicien américain.
- 29 juillet : Zofia Szmydt (morte en 2010), mathématicienne polonaise.
- 31 juillet : 
  - Joseph Keller (mort en 2016), mathématicien américain.
  - Jean-Jacques Moreau (mort en 2014), mécanicien et mathématicien français.
- 11 août : John R. Myhill (mort en 1987), mathématicien britannique.
- 20 août : Tom M. Apostol (mort en 2016), mathématicien américain.
- 24 août : Viktor Glouchkov (mort en 1982), mathématicien russe, fondateur de la technologie de l'information en URSS et l'un des fondateurs de la cybernétique.
- 2 septembre : René Thom (mort en 2002), mathématicien français, fondateur de la théorie des catastrophes, médaille Fields en 1958.
- 13 septembre : Peter Henrici (mort en 1987), mathématicien américain.
- 15 septembre : Georg Kreisel, mathématicien britannique d'origine autrichienne.
- 16 septembre : Robert C. Wood (mort en 2005), mathématicien et homme politique américain.
- 24 septembre : Raoul Bott (mort en 2005), mathématicien américain d'origine hongroise.
- 2 octobre : Lawrence Payne (mort en 2011), mathématicien américain.
- 11 octobre : Harish-Chandra (mort en 1983), mathématicien indien.
- 12 novembre : Irving S. Reed (mort en 2012), mathématicien et ingénieur américain.
- 5 décembre : Paul Braffort (mort en 2018), mathématicien français, membre de l'Oulipo.
- 6 décembre : Michel Parreau (mort en 2010), informaticien, ingénieur et mathématicien français.
- 15 décembre : Freeman Dyson, physicien théoricien et mathématicien américain d'origine anglaise.
- 29 décembre : Yvonne Choquet-Bruhat (mort en 2025), mathématicienne et physicienne française.
- Baba Mardoukh Rohanee (mort en 1989), mathématicien et écrivain kurde iranien.

## Décès
- 11 février : Wilhelm Killing (né en 1847), mathématicien allemand.
- 4 avril : John Venn (né en 1834), mathématicien et logicien britannique.
- 11 avril : Anna Cartan (née en 1878), mathématicienne française.
- 4 avril : John Venn (né en 1834), mathématicien et logicien britannique.
- 23 août : Hertha Ayrton (née en 1854), mathématicienne britannique.
- 13 septembre : Georg Helm (né en 1851), mathématicien et physicien allemand.
- 18 décembre : Hermann Rothe (né en 1882), mathématicien autrichien.